# Black Grain
Der Black Grain ist ein Wasserlauf in Dumfries and Galloway, Schottland. Er entsteht an der Südseite der Blackgrain Heights und fließt in südlicher Richtung bis zu seiner Mündung in den Jock’s Hope Burn.